# Алптранзит
Алптранзит, такође познат и као Нова железничка веза кроз Алпе је највећи швајцарски грађевниски пројекат за бржу железничку везу између севера и југа преко Швајцарских Алпи, а гради се серија базних (нисколежећих) тунела неколико стотина метара испод постојећих тунела. Због сигурности, сви тунели имају две паралелне цеви са по једним колосеком, међусобно спојене попречним пролазима на сваких око 300 метара, чиме се омогућава приступ другој цеви у случају нужде. Пројекат (иницијално вредан 13 милијарди швајцарских франака а по процени из 2015 17,9 милијарди франака) се састоји од две главне секције, Готардске осе и Лечбершке осе; два главна подухвата су 57 km дуги Готардски базни тунел и Лечбершки базни тунел (редом, за две осе). Окосница, Готардски базни тунел, треба да почне са радом у пуном капацитету до краја 2016. године, а Ченеријски базни тунел четири године после (2020).